# Udet U 11 Kondor
Udet U 11 Kondor je bilo osemsedežno štirimotorno propelersko potniško letalo, ki ga je zasnoval nemški Udet Flugzeugbau v 1920. letih.Kondor je imel odprt kokpit, kovinski trup in visoko nameščena lesena krila. Poganjali so ga štirje 100 hp (75 kW) zvezdasti motorji Siemens-Halske Sh 12, ki so bili nameščeni v potisni konfiguraciji. 
Zgradili so le en sam, prototipni, primerek tega letala. 

## Specifikacije (U 11)
Splošne značilnosti
- Posadka: 2
- Število sedežev: 8
- Dolžina: 16 m (52 ft 6 in)
- Razpon zgornjega krila: 22 m (72 ft 2 in)
- Višina: 4 m (13 ft 1 in)
- Površina kril: 70 m2 (750 sq ft)
- Teža praznega letala: 3.370 kg (7.430 lb)
- Bruto teža: 4.572 kg (10.080 lb)
- Kapaciteta goriva: 300 kg
- Pogon letala: 4 × Siemens-Halske Sh 12 9-valjni zračnohlajeni zvezdasti motor, 75 kW (100 hp)  vsak

Zmogljivost
- Maks. hitrost: 152 km/h (94 mph; 82 kn)
- Potovalna hitrost: 135 km/h (84 mph; 73 kn)
- Višina leta: 3.190 m (10.466 ft)